# Кына
Кына́ (каз. Қына, до 2009 г. — И́скра) — село в Аккольском районе Акмолинской области Казахстана. Административный центр Карасайского сельского округа. Код КАТО — 113241100.

## География
Село расположено в восточной части района, на расстоянии примерно 73 километров (по прямой) к востоку от административного центра района — города Акколь у восточного берега пересыхающего озера Кши-кына.
Абсолютная высота — 344 метров над уровнем моря.
Климат холодно-умеренный, с хорошей влажностью. Среднегодовая температура воздуха положительная и составляет около +3,5°C. Среднемесячная температура воздуха в июле достигает +19,7°C. Среднемесячная температура января составляет около −15,3°C. Среднегодовое количество осадков составляет около 405 мм. Основная часть осадков выпадает в период с июня по август.
Ближайшие населённые пункты: село Карасай — на юге, село Сазды булак — на востоке.
Севернее села проходит автодорога областного значения — КС-8 «Новый Колутон — Акколь — Азат — Минское».

## Население
В 1989 году население села составляло 1667 человек (из них казахи — 46 %, русские — 30 %).
В 1999 году население села составляло 1266 человек (614 мужчин и 652 женщины). По данным переписи 2009 года, в селое проживало 859 человек (422 мужчины и 437 женщин).
| Численность населения | Численность населения | Численность населения |
| 1989                  | 1999                  | 2009                  |
| --------------------- | --------------------- | --------------------- |
| 1667                  | ↘1266                 | ↘859                  |

## Улицы[7]
- ул. Абая
- ул. Абылай хана
- ул. Бейбитшилик
- ул. Болашак
- ул. Сакена Сейфуллина
- ул. Сарыарка
- ул. Тауелсиздик
- ул. Шыгыс